# カルロス・ソリス
カルロス・ソリス（Carlos Solis）は、アメリカ合衆国のABC『デスパレートな妻たち』に登場する架空の人物。演じるのはリカルド・アントニオ・チャビラ、日本語版吹替えは土師孝也。

## 人物・経歴
1974年生まれ。メキシコのグアダラハラ出身。カトリックの教徒である。
職業は企業買収を専門とする実業家（シーズン1）。
気の強い母ホワニータに女手一つで育てられ、そのためか母には頭が上がらない。母の墓所にも苦しい家計を度外視して納棺堂を用意する。
ガブリエルには何でも与えて着飾らせ、トロフィー妻（trophy wife）のように扱う一方、父親のような傲慢な態度をとることがある。乱暴でかなり嫉妬深い。
妻の友人のうち、ブリーには苦手意識を持っているが、リネットには好意・関心があるらしい。卵アレルギーがある。

## シーズン1
事業における労働搾取の罪で逮捕・収監され、保釈を認められたものの、自宅軟禁が条件のためガブリエルの僅かな収入に頼らざるを得なくなる。経済的な豊かさを失い、また刑務所に入らざるを得なくなったことで、妻の気持ちが離れていくのではと不安を感じ、婚姻後契約にサインさせようと躍起になる。やがて子供を望むようになるが妻が応じないため、密かに避妊ピルを細工してガブリエルの妊娠を招いてしまい、彼女の怒りを買う。
序盤からガブリエルの不倫を疑い出し、母ホワニータを呼び寄せて妻の監視を依頼する。また妻の不倫相手と勘違いして、二人のゲイ（ケーブル業者とジャスティン）に暴行し、労働搾取罪のために刑務所に入る前日、ゲイに対する憎悪犯罪容疑で逮捕される。その陪審でガブリエルが証言している最中、ガブリエルの実際の愛人であるジョンが現れ、カルロスに不倫を告白して挑発、怒り狂ったカルロスがジョンに殴りかかろうと暴れだすが、出席者には傍聴席にいた被害者ジャスティンを襲ったと受け取られてしまう。

## シーズン2
ガブリエルの不倫を知ったカルロスは、お腹の子のDNA鑑定を要求するなど懲罰的な態度をガブリエルにとる。しかし刑務所仲間に脅迫を受けて妻の助力を必要とし、また妻がはっきりと改心したことで和解。ところが新しく雇ったハンサムな弁護士デイヴィッドに嫉妬してしまい、妻の浮気心を再び疑うことになるが、デイヴィッドのおかげで憎悪犯罪の疑いは晴れる。
ガブリエルの流産で期待していた子供を失い、深く傷ついたカルロスはカトリック信仰に救いを求め、知り合った修道女シスター・メアリーとの精神的な結びつきを心の支えとするようになる。やがて彼女の力添えで早期に出獄するが、シスター・メアリーの存在を知ったガブリエルの嫉妬に直面。「神の兵士になりたい」と希望したボツワナの救済活動への参加も、シスター・メアリーとの同行を許せないガブリエルの計略で阻まれてしまう。
シスター・メアリーがフェアヴューを去ると同時に、ガブリエルが子供を望むようになったことで、カルロスの子供を持つ夢は一気に具体化する。ところが前の流産のためガブリエルの妊娠が難しいと判り、養子か代理母出産を選択せざるを得なくなる。一旦は迎えた養子も連れ戻されたため、メイドのシャオ・メイに代理母を務めさせることに決め、妊娠は成功する。しかしこの妊娠を境にカルロスは自分の子の「母親」であるシャオ・メイに惹かれるようになり、ガブリエルに隠れて情事を重ねる。やがてこの浮気はガブリエルの知るところとなり、カルロスはソリス家を追い出される羽目になる。

## シーズン3
半年後、カルロスはガブリエルから離婚を突きつけられ、協議に入る。シャオ・メイの生んだ待望の子供が実は病院のミスで夫婦の子でなかったことで、離婚協議は本格化するが、未だ復縁を望んでいるカルロスは経済的困窮を理由にソリス家に戻る。しかしガブリエルが仕返しに不倫を重ねたため、怒ったカルロスはガブリエルを騙して妻に離婚の裁定が不利になるよう仕向ける。離婚調停の直後、夫妻の怒りは頂点に達し、互いの財産である邸宅と物品を破壊しまくる。しかし、立てこもり事件のショックで我に返った二人は、憎しみ合いをやめようと誓う。
離婚後行くあてのないカルロスは、マイクが記憶喪失と知り、親友だったと称してマイクの家に居候を始めた。マイクがモニーク殺害容疑で逮捕・収監されたあとも住み続ける。ガブリエルから別れた夫に頼らず自立したいと言われ、その気持ちを尊重しようとするが、腐れ縁のような関係は続く。ザックに迫られて窮地に陥ったガブリエルにも助け舟を出した。
カルロスはイーディと付き合いだし、彼女の息子トラヴァースと三人で水入らずの生活を送る。だがガブリエルへの気持ちを捨てきれず、彼女とヴィクターとの婚約を知り意気消沈する。さらにトラヴァースが実父の元へ帰り父親役が出来なくなると、イーディとの関係はぎくしゃくする。孤独を恐れるイーディは子供をもうけ家庭をつくろうと提案、父親になりたい一心でカルロスは彼女と同居して子作りを始めるが、実際は妊娠などする気のないイーディは隠れて避妊ピルを飲んでいた。ガブリエルの結婚式当日、イーディの嘘に気付いたカルロスは激怒して離別を通告、先妻の披露宴の控え室で自棄酒に走る。そこへ花嫁姿のガブリエルが傷心の面持ちで現れ、いきなりカルロスに抱きつく。